# 奥泽兰河畔弗拉维尼
奥泽兰河畔弗拉维尼（法語：Flavigny-sur-Ozerain，法語發音：[flaviɲi syʁ ozʁɛ̃]）是法国科多尔省的一个市镇，位于该省中部，属于蒙巴尔区。

## 地理
奥泽兰河畔弗拉维尼（47°30'44"N, 4°31'52"E）面积27.79 平方千米，位于法国勃艮第-弗朗什-孔泰大區科多尔省，该省份为法国中东部省份，北起奥布省，西接涅夫勒省和约讷省，南至索恩-卢瓦尔省，东南接汝拉省，东临上索恩省，东北部与上马恩省接壤。
与奥泽兰河畔弗拉维尼接壤的市镇（或旧市镇、城区）包括：格雷西尼圣雷娜、普耶奈、拉罗什瓦诺、阿利斯圣雷娜、达尔塞、日塞苏弗拉维尼、欧特罗什、马里尼勒卡韦、米西拉福斯。

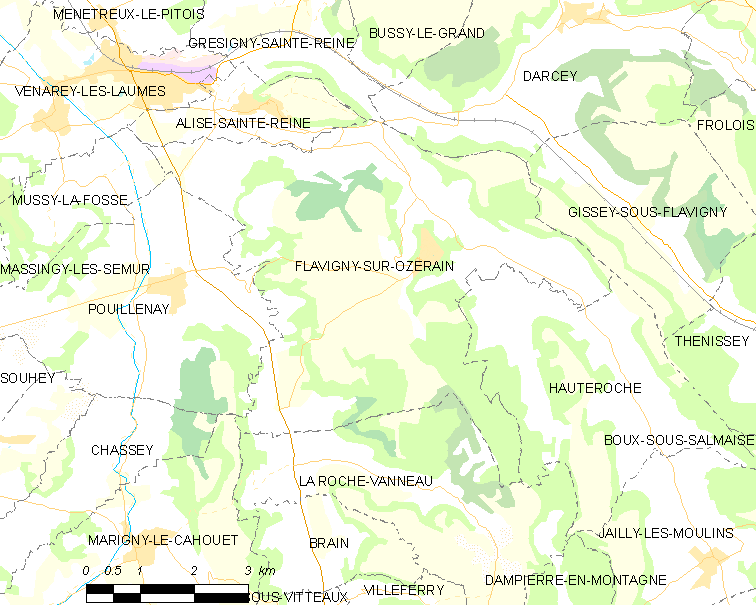
奥泽兰河畔弗拉维尼的OSM定位图

奥泽兰河畔弗拉维尼的时区为UTC+01:00、UTC+02:00（夏令时）。

## 行政
奥泽兰河畔弗拉维尼的邮政编码为21150，INSEE市镇编码为21271。

## 政治
奥泽兰河畔弗拉维尼所属的省级选区为蒙巴尔县。

## 人口

1962-2008年间奥泽兰河畔弗拉维尼人口变化图示

奥泽兰河畔弗拉维尼于2022年1月1日时的人口数量为274人。